# Henry Cavendish (3e baron Waterpark)
Pour les articles homonymes, voir Henry Cavendish (homonymie).
Henry Manners Cavendish, 3e baron Waterpark (8 novembre 1793 - 31 mars 1863), est un noble britannique et un homme politique whig.

## Biographie
Waterpark est le fils de Richard Cavendish, 2e baron Waterpark, et de son épouse Juliana Cooper. Il succède à son père dans la baronnie en 1830 mais comme il s'agit d'une pairie irlandaise, cela ne lui donne pas droit à un siège automatique à la Chambre des lords. La même année, il est élu à la Chambre des communes comme l'un des deux représentants de Knaresborough, siège qu'il occupe jusqu'en 1832, puis siège pour le Derbyshire Sud de 1832 à 1835. Il sert de Lord-in-waiting entre 1846 et 1852, puis de 1853 à 1858. Il revient à la Chambre des communes en 1854 lorsqu'il est élu à Lichfield et siège dans cette circonscription jusqu'en 1856. Entre 1859 et 1861, il est Lord de la chambre à coucher d'Albert, Prince Consort. Il est également colonel dans la milice du Derbyshire. Il est lieutenant-colonel de la milice du roi du Staffordshire jusqu'à sa démission en juin 1832.
Lord Waterpark épouse Eliza Jane, fille de Thomas Anson (1er vicomte Anson), en 1837. Il meurt en mars 1863, à l'âge de 69 ans, et son fils Henry Anson Cavendish (4e baron Waterpark) lui succède. Lady Waterpark, qui est investie en tant que membre de l'Ordre royal de Victoria et Albert, est décédée en septembre 1894.